# Гленевинкел Кампердейк, Карел
Карел Гленевинкел Кампердейк (нидерл. Karel Gleenewinkel Kamperdijk; 30 октября 1883, Харлем — 20 июня 1975, Рейсвейк, Южная Голландия) — нидерландский футболист, более 20 лет выступал за клуб ХБС (Гаага). Дебютировал за команду 13 октября 1901 года в возрасте 17 лет, а завершил карьеру почти в 40-летнем возрасте, сыграв свою последнюю игру 23 сентября 1923 года. За это время ХБС дважды выигрывал титул чемпионов страны.
За национальную сборную Нидерландов Карел провёл два товарищеских матча. Дебютировал 30 апреля 1905 года в игре против сборной Бельгии, это был первый международный матч сборной Нидерландов, матч завершился победой нидерландцев со счётом 1:4. В мае он провёл свой второй матч за сборную.
После футбольной карьеры он работал в качестве торгового посредника. Был три раза женат.

## Статистика

### Матчи Гленевинкела Кампердейка за сборную Нидерландов
| Матчи Гленевинкела Кампердейка за сборную Нидерландов | Матчи Гленевинкела Кампердейка за сборную Нидерландов | Матчи Гленевинкела Кампердейка за сборную Нидерландов | Матчи Гленевинкела Кампердейка за сборную Нидерландов | Матчи Гленевинкела Кампердейка за сборную Нидерландов | Матчи Гленевинкела Кампердейка за сборную Нидерландов |
| ----------------------------------------------------- | ----------------------------------------------------- | ----------------------------------------------------- | ----------------------------------------------------- | ----------------------------------------------------- | ----------------------------------------------------- |
| №                                                     | Дата                                                  | Соперник                                              | Счёт                                                  | Голы Гленевинкела Кампердейка                         | Соревнование                                          |
| 1                                                     | 30 апреля 1905                                        | Бельгия                                               | 4:1                                                   | —                                                     | Кубок Ванден Абеле 1905                               |
| 2                                                     | 14 мая 1905                                           | Бельгия                                               | 4:0                                                   | —                                                     | Кубок Rotterdamsch Nieuwsblad 1905                    |

Итого: 2 матча / 0 голов; 2 победы, 0 ничьих, 0 поражений.